# Oliver (Wisconsin)
Oliver és una població dels Estats Units a l'estat de Wisconsin. Segons el cens del 2000 tenia 358 habitants.

## Demografia
Segons el cens del 2000, Oliver tenia 358 habitants, 127 habitatges, i 105 famílies. La densitat de població era de 67,4 habitants per km².
Dels 127 habitatges en un 44,1% hi vivien nens de menys de 18 anys, en un 66,9% hi vivien parelles casades, en un 12,6% dones solteres, i en un 17,3% no eren unitats familiars. En el 12,6% dels habitatges hi vivien persones soles el 3,1% de les quals corresponia a persones de 65 anys o més que vivien soles. El nombre mitjà de persones vivint en cada habitatge era de 2,82 i el nombre mitjà de persones que vivien en cada família era de 3,04.
Per edats la població es repartia de la següent manera: un 30,2% tenia menys de 18 anys, un 6,1% entre 18 i 24, un 31,6% entre 25 i 44, un 23,2% de 45 a 60 i un 8,9% 65 anys o més.
L'edat mediana era de 37 anys. Per cada 100 dones de 18 o més anys hi havia 101,6 homes.
La renda mediana per habitatge era de 41.750 $ i la renda mediana per família de 45.250 $. Els homes tenien una renda mediana de 35.625 $ mentre que les dones 20.357 $. La renda per capita de la població era de 19.527 $. Aproximadament el 4,9% de les famílies i el 8,3% de la població estaven per davall del llindar de pobresa.

## Poblacions més properes
El següent diagrama mostra les poblacions més properes.